# Bodrum FK
Bodrum FK, met stamnummer 011323, is een Turkse voetbalclub uit Bodrum, gelegen in de provincie Muğla. Het Bodrum İlçe stadion is de thuishaven van de Egeïsche club, dat plaats biedt aan circa 3.000 toeschouwers.

Bodrum, Muğla ligt in de Egeïsche Zee-regio.

## Geschiedenis
Bodrumspor werd door Derviş Görgün opgericht in 1931. Hij diende de club ook als voetballer. De clubkleuren waren eerst rood en geel, maar werden later gewijzigd naar groen en wit. Bodrumspor werd in het seizoen 2016-17 kampioen in Groep II van de Spor Toto 3. Lig, waarmee promotie naar de Spor Toto 2. Lig werd afgedwongen.
In het seizoen 2021-22 werd via de play-off finale tegen Karacabey Belediyespor promotie naar de TFF 1. Lig behaald.
In het seizoen 2023/24 werd in de play-off finale in de verlenging gewonnen van Sakaryaspor, waarmee voor het eerst in de geschiedenis promotie werd gemaakt naar de Süper Lig.

## Supportersgroep
De supportersgroep van de club heet Asi Tayfa.

## Competitieresultaten
- Süper Lig:

2024-2025
- TFF 1. Lig:

2022-2024, 2025-
- TFF 2. Lig:

2017-2022
- TFF 3. Lig:

1995-1996, 2015-2017
- Bölgesel Amatör Lig:

2012-2015
- Amateurs:

1931-1995, 1996-2012

## Erelijst
- Spor Toto 3. Lig

Kampioen (1) : 2016-2017